# Хохзауэрланд (район)
Хохзауэрланд (нем. Hochsauerlandkreis) — район, подчинённый административному округу Арнсберг земли Северный Рейн-Вестфалия. Центр района — город Мешеде. Занимает площадь 1959 км². Население — 268,9 тыс. чел. (2010). Плотность населения — 137 человек/км².
Официальный код района — 05 9 58.
Район подразделяется на 12 общин.

## Города и общины
1. Арнсберг (74 617)
2. Мешеде (31 049)
3. Зундерн (28 836)
4. Брилон (26 431)
5. Шмалленберг (25 408)
6. Марсберг (20 993)
7. Ольсберг (15 180)
8. Винтерберг (13 710)
9. Бествиг (11 167)
10. Эслоэ (9150)
11. Медебах (7915)
12. Халленберг (4395)

(30 июня 2010)